# 안드레 스미스
안드레 스미스(Andre Smith, 1985년 2월 21일 ~)는 전 한국 프로 농구 인천 전자랜드 엘리펀츠 소속 농구 선수이다.